# Impatiens macrovexilla
Impatiens macrovexilla är en balsaminväxtart som beskrevs av Yi Ling Chen. Impatiens macrovexilla ingår i släktet balsaminer, och familjen balsaminväxter. Utöver nominatformen finns också underarten I. m. yaoshanensis.